# Aleksandr Bucharow
Aleksandr Jewgienijewicz Bucharow (ros. Александр Евгеньевич Бухаров, ur. 12 marca 1985 w Nabierieżnych Czełnach) – piłkarz rosyjski grający na pozycji napastnika.

## Kariera klubowa
Jest wychowankiem klubu FC Krasnodar-2000 i w 2002 roku zadebiutował w Drugiej Dywizji. W 2003 roku zaliczył jedno spotkanie w zespole Czernomorca-2 Noworosyjsk, a w 2004 roku został piłkarzem Rubinu Kazań. W 2004 roku zaczął grać w rezerwach tego klubu, a w 2005 roku przeszedł do kadry pierwszej drużyny. 27 sierpnia tamtego roku zadebiutował w Premier Lidze w wygranym 1:0 wyjazdowym spotkaniu z FK Rostów, a w październikowym spotkaniu z CSKA Moskwa strzelił pierwszą bramkę dla Rubinu. W 2006 roku zaliczył 8 spotkań i zdobył 5 bramek, jednak w 2007 ani razu nie pojawił się na boisku. W sezonie 2008 z 6 golami był wraz z Christianem Noboą i Gökdenizem Karadenizem najlepszym strzelcem zespołu przyczyniając się do wywalczenia pierwszego w historii klubu tytułu mistrza Rosji. W 2009 roku obronił z Rubinem tytuł mistrzowski.
W połowie 2010 roku przeszedł do Zenitu Petersburg, z którym podpisał 4-letni kontrakt. Zadebiutował w nim 14 sierpnia 2010 w zremisowanym 1:1 domowym meczu z Dinamem Moskwa. W sezonie 2013/2014 był wypożyczony do Anży Machaczkała.
Latem 2014 został zawodnikiem FK Rostów. W sezonie 2018/2019 grał ponownie Rubinie, w którym zakończył karierę.
| Sezon   | Klub                       | Kraj  | Rozgrywki       | Mecze | Bramki |
| ------- | -------------------------- | ----- | --------------- | ----- | ------ |
| 2002    | FC Krasnodar-2000          | Rosja | Wtoroj diwizion | 2     | 0      |
| 2003    | Czernomoriec-2 Noworosyjsk | Rosja | Wtoroj diwizion | 2     | 0      |
| 2004    | Rubin-2 Kazań              | Rosja | Wtoroj diwizion | 31    | 10     |
| 2005    | Rubin-2 Kazań              | Rosja | Wtoroj diwizion | 16    | 11     |
| 2005    | Rubin Kazań                | Rosja | Priemjer-Liga   | 8     | 2      |
| 2006    | Rubin Kazań                | Rosja | Priemjer-Liga   | 8     | 5      |
| 2006    | Rubin Kazań                | Rosja | Priemjer-Liga   | 0     | 0      |
| 2008    | Rubin Kazań                | Rosja | Priemjer-Liga   | 20    | 6      |
| 2009    | Rubin Kazań                | Rosja | Priemjer-Liga   | 23    | 16     |
| 2010    | Rubin Kazań                | Rosja | Priemjer-Liga   | 12    | 4      |
| 2010    | Zenit Petersburg           | Rosja | Priemjer-Liga   | 10    | 4      |
| 2011/12 | Zenit Petersburg           | Rosja | Priemjer-Liga   | 31    | 6      |
| 2012/13 | Zenit Petersburg           | Rosja | Priemjer-Liga   | 9     | 1      |
| 2013/14 | Zenit Petersburg           | Rosja | Priemjer-Liga   | 4     | 0      |
| 2013/14 | Anży Machaczkała           | Rosja | Priemjer-Liga   | 10    | 2      |
| 2014/15 | FK Rostów                  | Rosja | Priemjer-Liga   | 26    | 4      |
| 2015/16 | FK Rostów                  | Rosja | Priemjer-Liga   | 25    | 3      |
| 2016/17 | FK Rostów                  | Rosja | Priemjer-Liga   | 18    | 6      |
| 2017/18 | FK Rostów                  | Rosja | Priemjer-Liga   | 13    | 2      |
| 2018/19 | Rubin Kazań                | Rosja | Priemjer-Liga   | 21    | 0      |

## Kariera reprezentacyjna
W 2005 roku rozegrał dwa spotkania w reprezentacji Rosji U-21. 14 października 2009 roku zadebiutował w dorosłej reprezentacji w zremisowanym 1:1 meczu z Azerbejdżanem. W kadrze narodowej rozegrał 9 meczów i strzelił 1 gola.